# Carlo Luigi di Lorena
Carlo Luigi di Lorena (21 ottobre 1696 – 2 novembre 1755) è stato un nobiluomo francese e membro di un ramo cadetto Casato di Lorena. Fu conte di Marsan e anche principe di Mortagne.

## Biografia
Nato da Carlo di Lorena, conte di Marsan e sua moglie Catherine Thérèse de Goyon de Matignon, era il primogenito della coppia. Denominato Principe di Pons dalla nsacita, fu de facto Conte di Marsan alla morte di suo padre nel novembre 1708. In quanto membro del Casato di Lorena, era un Principe Straniero e come tale, ci si rivolgeva con l'appellativo di Altezza. Sua madre fu la prima moglie di Jean-Baptiste Colbert, marchese de Seignelay e per questo, Carlo Luigi aveva quattro fratellastri.
Attraverso sua madre, era cugino di primo grado di Giacomo I, Principe di Monaco, consorte di Luisa Ippolita, Principessa di Monaco.
Sposò Élisabeth de Roquelaure, una figlia di Antoine Gaston de Roquelaure. La coppia fu unita in matrimonio il 1º marzo 1714. Élisabeth gli diede quattro figli, due maschi e due femmine. Sua figlia Louise si sposò all'interno della famiglia del Duca di Bouillon ed il maggiore dei figli maschi Gaston sposò una principessa del Casato di Rohan. Suo figlio minore sposò una figlia del Duca di Nevers. Solo sua figlia Louise ebbe discendenza.
Ebbe una carriera militare minore; nel 1717 fu inviato in Ungheria. Il 3 giugno 1724, fu creato cavaliere dell'Ordine dello Spirito Santo, la più prestigiosa decorazione dell'Ancien régime. Fu anche Tenente Generale degli eserciti del Re. Dal 1736, suo figlio fu il suo aiutante di campo.
Sopravvisse alla moglie di tre anni. Fu sepolto nelle Catacombe di Parigi.

## Discendenza
- Leopoldina Elisabetta di Lorena (2 ottobre 1716 – ?) nubile;
- Luisa Enrichetta Gabriella di Lorena, Mademoiselle de Marsan, duchessa di Bouillon (30 dicembre 1718 – 5 settembre 1788), sposò Godefroy de La Tour d'Auvergne ed ebbe figli;
- Gastone Gian Battista Carlo di Lorena, conte di Marsan (7 febbraio 1721 – 2 maggio 1743) sposò Marie Louise de Rohan;[3] morì di vaiolo
- Luigi Camillo di Lorena, principe di Marsan, principe di Puyguilhem (18 dicembre 1725 – 12 aprile 1780), sposò Hélène Julie Rosalie Mancini, Mademoiselle de Nevers,[4] senza figli.

## Ascendenza
|                                     |                            |                                | Genitori                         |  |  | Nonni |  |  | Bisnonni           |  |  | Trisnonni        |  |
|                                     |                            |                                |                                  |  |  |       |  |  | Charles I d'Elbeuf |  |  | René II d'Elbeuf |  |
|                                     |                            |                                |                                  |  |  |       |  |  | Charles I d'Elbeuf |  |  | René II d'Elbeuf |  |
|                                     |                            | Louise de Rieux                |                                  |  |  |       |  |  | Charles I d'Elbeuf |  |  |                  |  |
| Henri de Lorraine-Harcourt          |                            |                                |                                  |  |  |       |  |  | Charles I d'Elbeuf |  |  |                  |  |
|                                     |                            | Marguerite de Chabot           | Léonor de Chabot                 |  |  |       |  |  |                    |  |  |                  |  |
|                                     |                            | Marguerite de Chabot           | Léonor de Chabot                 |  |  |       |  |  |                    |  |  |                  |  |
|                                     |                            | Marguerite de Chabot           | Françoise de Rye                 |  |  |       |  |  |                    |  |  |                  |  |
| Charles de Lorraine                 |                            | Marguerite de Chabot           |                                  |  |  |       |  |  |                    |  |  |                  |  |
|                                     |                            | Charles du Cambout             | François du Cambout              |  |  |       |  |  |                    |  |  |                  |  |
|                                     |                            | Charles du Cambout             | François du Cambout              |  |  |       |  |  |                    |  |  |                  |  |
|                                     |                            | Charles du Cambout             | Louise du Plessis de Richelieu   |  |  |       |  |  |                    |  |  |                  |  |
| Marguerite-Philippe du Cambout      |                            | Charles du Cambout             |                                  |  |  |       |  |  |                    |  |  |                  |  |
|                                     |                            | Philippe de Beurges            | Charles de Beurges               |  |  |       |  |  |                    |  |  |                  |  |
|                                     |                            | Philippe de Beurges            | Charles de Beurges               |  |  |       |  |  |                    |  |  |                  |  |
|                                     |                            | Philippe de Beurges            | Jeanne de Lescouet               |  |  |       |  |  |                    |  |  |                  |  |
| Charles-Louis de Lorraine           |                            | Philippe de Beurges            |                                  |  |  |       |  |  |                    |  |  |                  |  |
|                                     | François Goyon de Matignon | Charles Goyon de Matignon      |                                  |  |  |       |  |  |                    |  |  |                  |  |
|                                     | François Goyon de Matignon | Charles Goyon de Matignon      |                                  |  |  |       |  |  |                    |  |  |                  |  |
|                                     | François Goyon de Matignon | Éléonore d'Orléans-Longueville |                                  |  |  |       |  |  |                    |  |  |                  |  |
| Henri Goyon de Matignon             | François Goyon de Matignon |                                |                                  |  |  |       |  |  |                    |  |  |                  |  |
|                                     |                            | Anne Malon de Bercy            | Charles II Claude Malon de Bercy |  |  |       |  |  |                    |  |  |                  |  |
|                                     |                            | Anne Malon de Bercy            | Charles II Claude Malon de Bercy |  |  |       |  |  |                    |  |  |                  |  |
|                                     |                            | Anne Malon de Bercy            | Catherine Habert de Montmort     |  |  |       |  |  |                    |  |  |                  |  |
| Catherine Thérèse Goyon de Matignon |                            | Anne Malon de Bercy            |                                  |  |  |       |  |  |                    |  |  |                  |  |
|                                     |                            | François Le Tellier            | Antoine Le Tellier               |  |  |       |  |  |                    |  |  |                  |  |
|                                     |                            | François Le Tellier            | Antoine Le Tellier               |  |  |       |  |  |                    |  |  |                  |  |
|                                     |                            | François Le Tellier            | Marthe Bazan                     |  |  |       |  |  |                    |  |  |                  |  |
| Marie Françoise Le Tellier          |                            | François Le Tellier            |                                  |  |  |       |  |  |                    |  |  |                  |  |
|                                     |                            | Charlotte Crespin              | Georges Crespin                  |  |  |       |  |  |                    |  |  |                  |  |
|                                     |                            | Charlotte Crespin              | Georges Crespin                  |  |  |       |  |  |                    |  |  |                  |  |
|                                     |                            | Charlotte Crespin              | Marie Jubert                     |  |  |       |  |  |                    |  |  |                  |  |
|                                     |                            | Charlotte Crespin              |                                  |  |  |       |  |  |                    |  |  |                  |  |

## Titoli, denominazione, onorificenze e stemma

### Titoli e denominazione
- 21 ottobre 1696 – 2 novembre 1755 Sua Altezza, il Principe di Pons
- 13 novembre 1708 – 7 febbraio 1721 Sua Altezza, il Conte di Marsan